# 이 별에 필요한
"이 별에 필요한"(영어: Lost in Starlight)은 2025년 공개된 대한민국의 로맨스 애니메이션 영화이다. 한지원이 감독과 공동각본을 맡았다. 넷플릭스의 첫 한국 애니메이션 영화이다.